# ヴォルフガンク・ハーン
ヴォルフガンク・ハーン（Wolfgang Hahn、1911年4月30日 - 1998年1月10日）は特殊関数、特に直交多項式の研究に取り組んだドイツの数学者で、グラーツ工科大学の教員だった。イサイ・シューアの指導のもとで学位を取得した。彼はハーン多項式、Jackson-Hahn-Cigler q-加法、Hahn-Extonのq-Bessel関数を導入した。オーストリア数学会の名誉会員でもあった。

## 関連文献
- Kappel, F. (1982), “Wolfgang Hahn---an address in honour of his 70th birthday”, in Kappel, F.; Schappacher, W., Evolution equations and their applications (Schloss Retzhof, 1981), Res. Notes in Math., 68, New York: Pitman, pp. xi–xvi, ISBN 978-0-273-08567-6, MR668374
- “Professor Dr. Wolfgang Hahn”, Journal of Mathematical and Physical Sciences 18:  Si–Svi, (1983), ISSN 0047-2557, MR753936